# Canton de Lyon-X
Le canton de Lyon-X est une ancienne division administrative française, située dans le département du Rhône en région Rhône-Alpes.

## Composition
Le canton de Lyon-X correspondait à la partie méridionale du 7e arrondissement de Lyon, limitée au nord par le chemin de fer (entre Perrache et la Part-Dieu) jusqu'à l'ancienne gare de la Guillotière, puis les rues Garibaldi, Camille Roy, du Repos, Garibaldi de nouveau, la grande rue de la Guillotière et la rue Claude Veyron. Il comprenait tout le quartier de Gerland, ainsi que les secteurs autour de la caserne Sergent Blandan et de la route de Vienne, jusqu'à la limite du 8e arrondissement.

## Histoire
Le canton de Lyon-X est l'un des quatre créés par le décret du 28 février 2000 en remplacement des cantons de Lyon 10, 12 et 13. Il reprend en partie les limites du canton de Lyon 13, créé en 1964.
Il disparaît le 1er janvier 2015 avec la création de la métropole de Lyon.

## Représentation
Cantons de Lyon 13 (créé en 1964), puis renommé Lyon-X
| Période | Période | Identité                       | Étiquette   | Qualité                                                                    |
| ------- | ------- | ------------------------------ | ----------- | -------------------------------------------------------------------------- |
| 1964    | 1970    | Julien Airoldi                 | PCF         | Ajusteur-mécanicien Conseiller municipal de Lyon Ancien député (1946-1951) |
| 1970    | 1976    | Louis Rigal (1922-2001)        | DVD Libéral | Avocat à Lyon Adjoint au maire de Lyon                                     |
| 1976    | 2001    | Christian Mettraux (1933-2007) | PS          | Agent administratif retraité                                               |
| 2001    | 2014    | Jean-Pierre Flaconnèche        | PS          | Inspecteur des impôts Maire du 7e arrondissement (2001-2014)               |

## Évolution démographique
| 2006   | 2011   | 2012   |
| ------ | ------ | ------ |
| 30 014 | 35 108 | 37 104 |